# Haramont
Haramont ist eine französische Gemeinde mit 558 Einwohnern (Stand: 1. Januar 2022) im Département Aisne in der Region Hauts-de-France (frühere Region: Picardie). Sie gehört zum Arrondissement Soissons, zum Kanton Villers-Cotterêts und zum Gemeindeverband Retz en Valois.

## Geographie
Die Gemeinde am Rand des Domänenforsts Forêt de Retz und an der Grenze zum Département Oise liegt rund dreieinhalb Kilometer nordwestlich von Villers-Cotterêts an der Départementsstraße 80. Nachbargemeinden von Haramont sind Retheuil, Taillefontaine und Vivières im Norden, Largny-sur-Automne im Osten und Süden sowie (alle im Département Oise) Vez, Éméville, Bonneuil-en-Valois und Fresnoy-la-Rivière im Westen. Zu Haramont gehören die Ortsteile Selve, Les Fossés, Le Moulinet und Longpré.

## Bevölkerungsentwicklung
| Jahr                       | 1962 | 1968 | 1975 | 1982 | 1990 | 1999 | 2006 | 2013 | 2022 |
| Einwohner                  | 383  | 359  | 393  | 441  | 518  | 573  | 598  | 586  | 558  |
| Quellen: Cassini und INSEE |      |      |      |      |      |      |      |      |      |

## Sehenswürdigkeiten
- Kirche Saint-Clément aus dem 12. und 16. Jahrhundert, 1919 als Monument historique klassifiziert[1]
- Manoir des Fossés aus dem 16. Jahrhundert, 2003 als Monument historique klassifiziert[2], wurde einst von Alexandre Dumas dem Älteren bewohnt
- Priorei Longpré des Ordens von Fontevrauld, 1995 als Monument historique eingetragen[3]
- Menhir La pierre Clouise im Forst von Retz

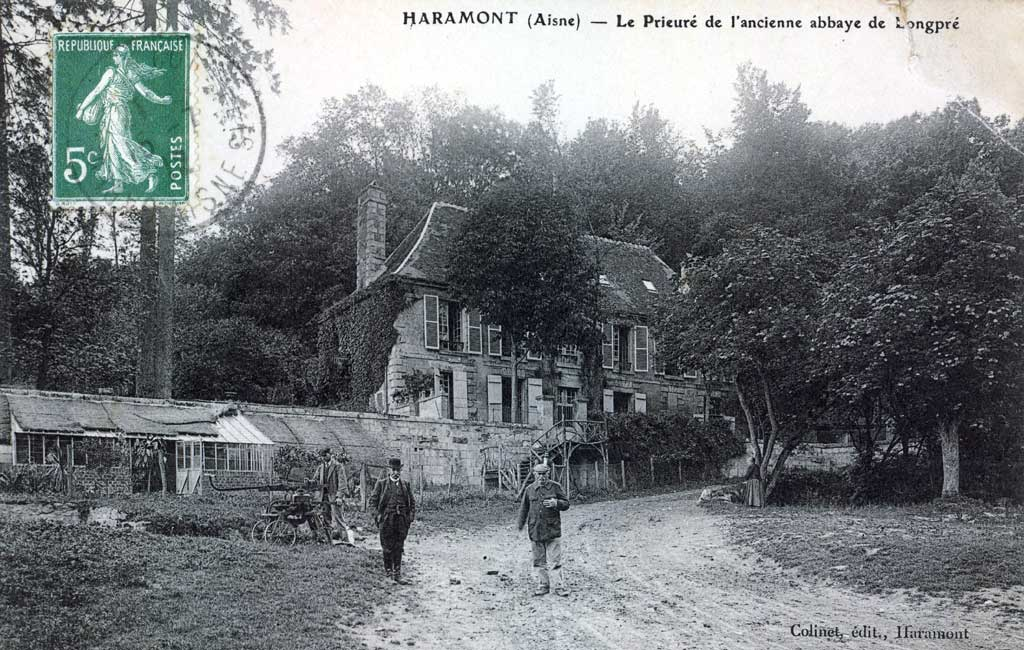
Longpré auf einer Postkarte aus dem Jahr 1912
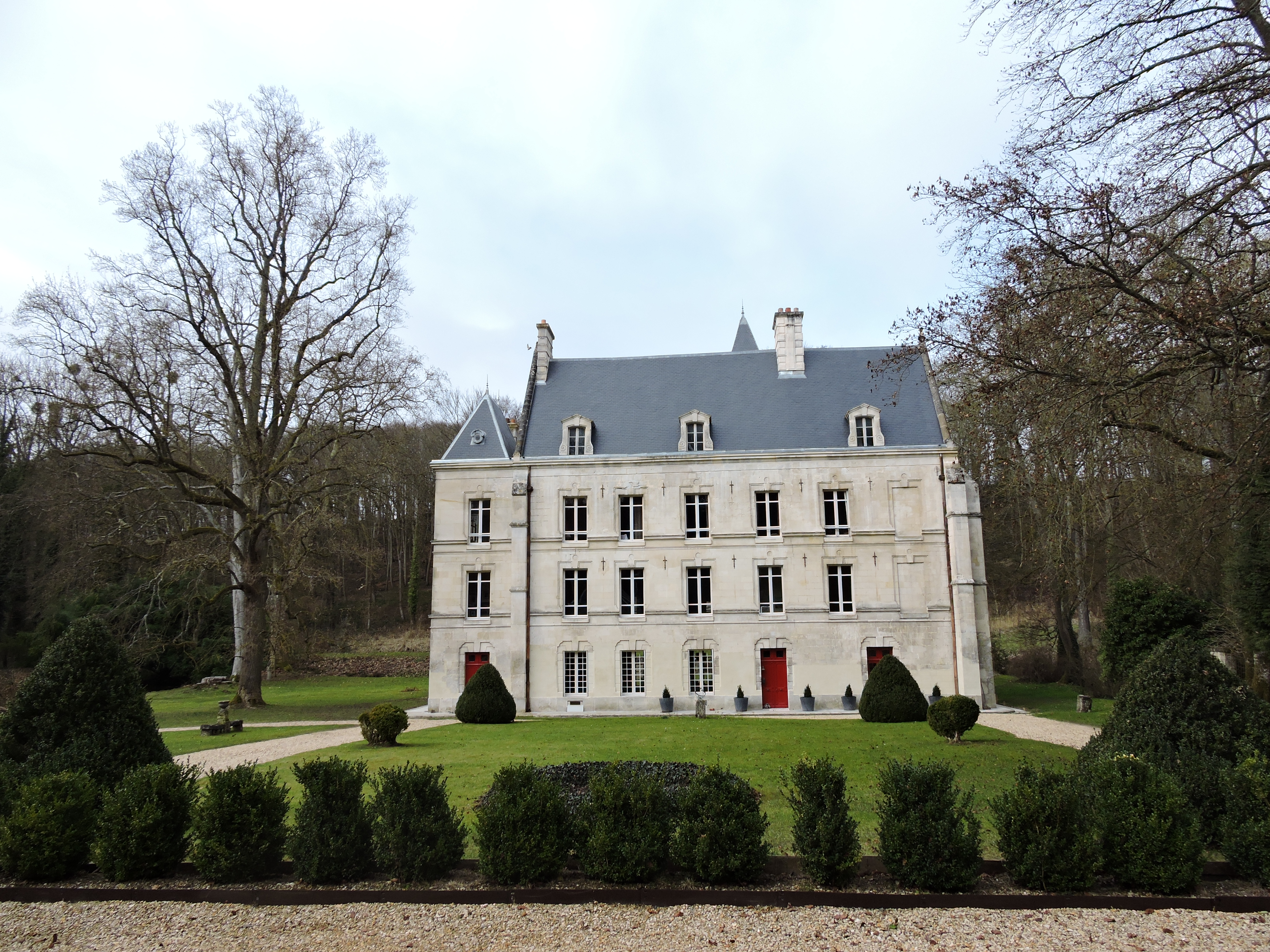
Manoir des Fossés